# Xyleus goias
Xyleus goias is een rechtvleugelig insect uit de familie Romaleidae. De wetenschappelijke naam van deze soort is voor het eerst geldig gepubliceerd in 2004 door Carbonell. Zoals de naam al doet vermoeden, komt deze soort voor in de Braziliaanse deelstaat Goiás.